# Revaprazán
El revaprazán es un medicamento que reduce la secreción del jugo gástrico y se utiliza para el tratamiento de la gastritis. Actúa como antiácido potasio-competitivo. En junio de 2006, Yuhan Corporation obtuvo la aprobación de la Administración de Alimentos y Medicamentos de Corea para el uso de revaprazán en el tratamiento de la gastritis. Su uso no está aprobado en Europa ni en los Estados Unidos.